# Eimeria
Az Eimeria az Alveolata csoport Eucoccidiorida rendjének egyik nemzetsége.

## Rendszerezés
A nemzetségbe az alábbi 258 faj tartozik (a taxonnevek utáni állatfajok a gazdaállatokat mutatják; meglehet, hogy a lista hiányos):
- Eimeria abramovi
- Eimeria acervulina – házi tyúk (Gallus gallus domesticus)
- Eimeria adenoides – vadpulyka (Meleagris gallopavo)
- Eimeria ahsata – házi kecske (Capra aegagrus hircus) és juh (Ovis aries aries)
- Eimeria airculensis
- Eimeria alabamensis – szarvasmarha (Bos primigenius)
- Eimeria albigulae
- Eimeria alijevi – házi kecske (Capra aegagrus hircus)
- Eimeria alpacae
- Eimeria amphisbaeniarum – Amphisbaena manni
- Eimeria anatis
- Eimeria anguillae
- Eimeria ankarensis
- Eimeria anseris
- Eimeria arizonensis
- Eimeria arabukosokokensis
- Eimeria arnyi
- Eimeria aurati – ezüstkárász (Carassius auratus)
- Eimeria arundeli – vombat (Vombatus ursinus)
- Eimeria arkhari
- Eimeria arloingi – házi kecske (Capra aegagrus hircus)
- Eimeria aspheronica – házi kecske (Capra aegagrus hircus)
- Eimeria auburnensis
- Eimeria augusta
- Eimeria aurati
- Eimeria aythyae
- Eimeria azerbaidschanica
- Eimeria bactriani
- Eimeria bakuensis – juh (Ovis aries aries)
- Eimeria bareillyi
- Eimeria baueri – széles kárász (Carassius carassius)
- Eimeria battakhi
- Eimeria beckeri
- Eimeria beecheyi
- Eimeria berkinbaevi
- Eimeria brinkmanni
- Eimeria bombaynsis
- Eimeria bonasae
- Eimeria boschadis
- Eimeria bovis – szarvasmarha (Bos primigenius)
- Eimeria brantae
- Eimeria brasiliensis
- Eimeria brevoortiana
- Eimeria brinkmanni
- Eimeria brunetti – házi tyúk (Gallus gallus domesticus)
- Eimeria bucephalae
- Eimeria bufomarini Paperna & Lainson, 1995
- Eimeria bukidnonensis
- Eimeria burdai
- Eimeria callospermophili
- Eimeria californicenis
- Eimeria cameli – kétpúpú teve (Camelus bactrianus) és egypúpú teve (Camelus dromedarius)
- Eimeria canadensis
- Eimeria canis
- Eimeria caprina – házi kecske (Capra aegagrus hircus)
- Eimeria caprovina – házi kecske (Capra aegagrus hircus)
- Eimeria carinii
- Eimeria carpelli
- Eimeria catostomi
- Eimeria catronensis
- Eimeria caviae
- Eimeria cerdonis
- Eimeria citelli
- Eimeria chelydrae
- Eimeria christenseni – házi kecske (Capra aegagrus hircus)
- Eimeria clarkei
- Eimeria clethrionomyis – Gapper-erdeipocok (Myodes gapperi)
- Eimeria coecicola – üregi nyúl (Oryctolagus cuniculus)
- Eimeria colchici – fácán (Phasianus colchicus)
- Eimeria columbae
- Eimeria columbarum
- Eimeria contorta – házi egér (Mus musculus)
- Eimeria coturnicus
- Eimeria couesii Kruidenier, Levine & Ivens, 1960 – Coues rizspatkánya (Oryzomys couesi)
- Eimeria crandallis – juh (Ovis aries aries)
- Eimeria crassa
- Eimeria curvata – fahéjszínű galambocska (Columbina talpacoti) és álarcos galambocska (Columbina squammata)
- Eimeria cylindrica
- Eimeria cynomysis
- Eimeria cyprini
- Eimeria dammahensis – kardszarvú antilop (Oryx dammah)
- Eimeria danailovi
- Eimeria danielle
- Eimeria debliecki
- Eimeria deserticola
- Eimeria dispersa – vadpulyka (Meleagris gallopavo) és virginiai fogasfürj (Colinus virginianus)
- Eimeria dolichotis
- Eimeria dowleri – vörös szőrösfarkú-denevér (Lasiurus borealis)
- Eimeria dromedarii
- Eimeria duodenalis – fácán (Phasianus colchicus)
- Eimeria duszynskii
- Eimeria ellipsoidalis
- Eimeria elongata
- Eimeria etheostomae
- Eimeria eutamiae
- Eimeria exigua – üregi nyúl (Oryctolagus cuniculus)
- Eimeria falciformis (Eimer, 1870) Schneider, 1875 – típusfaj – házi egér (Mus musculus)
- Eimeria fanthami
- Eimeria farasanii – faraszáni gazella (Gazella gazella farasani)
- Eimeria farra
- Eimeria faurei
- Eimeria fernandoae
- Eimeria ferrisi – házi egér (Mus musculus)
- Eimeria filamentifera
- Eimeria flavescens – üregi nyúl (Oryctolagus cuniculus)
- Eimeria franklinii
- Eimeria fraterculae Leighton & Gajadhar, 1986 – lunda (Fratercula arctica)
- Eimeria freemani
- Eimeria fulva
- Eimeria funduli
- Eimeria gallatii – Gapper-erdeipocok (Myodes gapperi)
- Eimeria gallopavonis – vadpulyka (Meleagris gallopavo)
- Eimeria gasterostei
- Eimeria gilruthi
- Eimeria glenorensis
- Eimeria gokaki
- Eimeria gonzalei
- Eimeria gorakhpuri
- Eimeria granulosa – házi kecske (Capra aegagrus hircus)
- Eimeria grenieri
- Eimeria guevarai
- Eimeria hagani
- Eimeria haneki
- Eimeria hasei
- Eimeria hawkinsi
- Eimeria hermani
- Eimeria hindlei
- Eimeria hirci – házi kecske (Capra aegagrus hircus)
- Eimeria hoffmani
- Eimeria hoffmeisteri
- Eimeria hybognathi
- Eimeria ictaluri
- Eimeria illinoisensis
- Eimeria innocua – vadpulyka (Meleagris gallopavo)
- Eimeria intestinalis – üregi nyúl (Oryctolagus cuniculus)
- Eimeria intricata – házi kecske (Capra aegagrus hircus)
- Eimeria iroquoina
- Eimeria irresidua – üregi nyúl (Oryctolagus cuniculus)
- Eimeria ivitaensis
- Eimeria jolchijevi – házi kecske (Capra aegagrus hircus)
- Eimeria judoviciani
- Eimeria kinsellai Barnard, Ernst & Roper, 1971
- Eimeria koganae
- Eimeria kotlani
- Eimeria krijgsmanni – házi egér (Mus musculus)
- Eimeria krylovi
- Eimeria kunmingensis
- Eimeria lagopodi
- Eimeria lamae
- Eimeria langebarteli
- Eimeria larimerensis – Uinta ürge (Urocitellus armatus)
- Eimeria lateralis
- Eimeria laureleus
- Eimeria lepidosirenis – dél-amerikai gőtehal (Lepidosiren paradoxa)
- Eimeria leucisci – márna (Barbus barbus)
- Eimeria ludoviciani
- Eimeria macusaniensis – láma (Lama glama), guanakó (Lama guanicoe), vikunya (Vicugna vicugna) és alpaka (Vicugna pacos)
- Eimeria magna – üregi nyúl (Oryctolagus cuniculus)
- Eimeria magnalabia
- Eimeria marconii – Gapper-erdeipocok (Myodes gapperi)
- Eimeria maxima – házi tyúk (Gallus gallus domesticus)
- Eimeria media – üregi nyúl (Oryctolagus cuniculus)
- Eimeria melanuri – kerti pele (Eliomys quercinus)
- Eimeria meleagridis Tyzzer, 1927 – vadpulyka (Meleagris gallopavo)
- Eimeria meleagrimitis – vadpulyka (Meleagris gallopavo)
- Eimeria menzbieri
- Eimeria micropteri
- Eimeria minasensis
- Eimeria mitis – házi tyúk (Gallus gallus domesticus)
- Eimeria monacis
- Eimeria morainensis
- Eimeria moronei
- Eimeria mulardi
- Eimeria muta
- Eimeria myoxi – kerti pele (Eliomys quercinus)
- Eimeria myoxocephali
- Eimeria nagpurensis – üregi nyúl (Oryctolagus cuniculus)
- Eimeria natricis
- Eimeria necatrix – házi tyúk (Gallus gallus domesticus)
- Eimeria neitzi
- Eimeria nieschulzi Dieben, 1924 – vándorpatkány (Rattus norvegicus)
- Eimeria nigricani
- Eimeria ninakohlyakimovae – házi kecske (Capra aegagrus hircus)
- Eimeria nocens
- Eimeria nyroca
- Eimeria ojastii
- Eimeria ojibwana
- Eimeria onychomysis
- Eimeria oryzomysi
- Eimeria oryxae – kardszarvú antilop (Oryx dammah)[1]
- Eimeria os
- Eimeria osmeri
- Eimeria ovata
- Eimeria ovinoidalis – juh (Ovis aries aries)
- Eimeria pallida – házi kecske (Capra aegagrus hircus)
- Eimeria palustris Barnard, Ernst & Stevens, 1971 – mocsári rizspatkány (Oryzomys palustris)
- Eimeria papillata – házi egér (Mus musculus)
- Eimeria parvula
- Eimeria perforans – üregi nyúl (Oryctolagus cuniculus)
- Eimeria phasiani – fácán (Phasianus colchicus)
- Eimeria pigra
- Eimeria pilarensis
- Eimeria pileata – Gapper-erdeipocok (Myodes gapperi)
- Eimeria pipistrellus – fehérszélű törpedenevér (Pipistrellus kuhlii)
- Eimeria piriformis – üregi nyúl (Oryctolagus cuniculus)
- Eimeria phocae – borjúfóka (Phoca vitulina)
- Eimeria praecox – házi tyúk (Gallus gallus domesticus)
- Eimeria prionotemni – Bennett-kenguru (Macropus rufogriseus)
- Eimeria procera – fogoly (Perdix perdix)
- Eimeria procyonis – mosómedve (Procyon lotor)
- Eimeria pseudospermophili
- Eimeria pulchella
- Eimeria punctata – házi kecske (Capra aegagrus hircus)
- Eimeria pungitii
- Eimeria punonensis
- Eimeria ranae
- Eimeria reedi
- Eimeria reichenowi
- Eimeria ribarrensis
- Eimeria rjupa
- Eimeria roobroucki – üregi nyúl (Oryctolagus cuniculus)
- Eimeria rutili – fejes domolykó (Squalius cephalus) és Pseudochondrostoma polylepis
- Eimeria salvelini
- Eimeria saitamae
- Eimeria saudiensis – arab bejza (Oryx leucoryx)
- Eimeria sealanderi – vörös szőrösfarkú-denevér (Lasiurus borealis)
- Eimeria separata – házi egér (Mus musculus) és házi patkány (Rattus rattus)
- Eimeria schachdagica
- Eimeria sevilletensis
- Eimeria sinensis
- Eimeria sipedon
- Eimeria somateriae
- Eimeria spermophili
- Eimeria squali
- Eimeria stiedae – üregi nyúl (Oryctolagus cuniculus)
- Eimeria stigmosa
- Eimeria striata
- Eimeria subepithelialis
- Eimeria surki
- Eimeria tamiasciuri
- Eimeria tedlai
- Eimeria tenella – házi tyúk (Gallus gallus domesticus)
- Eimeria truncata
- Eimeria truttae
- Eimeria uekii
- Eimeria uniungulati
- Eimeria ursini – déli szőrösorrú vombat (Lasiorhinus latifrons)
- Eimeria vilasi
- Eimeria weddelli
- Eimeria weybridgensis – juh (Ovis aries aries)
- Eimeria witcheri – Amphisbaena manni
- Eimeria vanasi – Oreochromis aureus
- Eimeria vermiformis – házi egér (Mus musculus)
- Eimeria volgensis
- Eimeria zuernii – szarvasmarha (Bos primigenius)
- Eimeria wobati – déli szőrösorrú vombat (Lasiorhinus latifrons)
- Eimeria wyomingensis
- Eimeria yemenensae – Agama yemenensis
- Eimeria yukonensis

## Fordítás
- Ez a szócikk részben vagy egészben  az   Eimeria című angol Wikipédia-szócikk ezen változatának fordításán alapul.  Az eredeti cikk szerkesztőit annak laptörténete sorolja fel. Ez a jelzés csupán a megfogalmazás eredetét és a szerzői jogokat jelzi, nem szolgál a cikkben szereplő információk forrásmegjelöléseként.